# 宫和妃
恭安和妃，亦稱為宮和妃（1430年—1467年），錦衣衛百戶宮純之女，明朝明英宗朱祁鎮之妃。
根據《明實錄》的記載，宮氏在宣德五年（1430年）出生，宣德九年（1434年）選入內廷。天順改元（1457年），宮氏被冊封為和妃，「深見信重」。天順八年正月十六日（1464年2月22日），明英宗病重，召皇太子朱見深及太監牛玉等人到病榻前，囑咐他們說殉葬不是古禮，仁者不忍，所以眾妃不必殉葬，並且吩咐他們要挑選好地方建造陵寢，錢皇后壽終之後與他合葬，貞順懿恭惠妃劉氏的墳墓亦需遷來，以後諸妃依次祔葬。翌日，明英宗駕崩，宮和妃等明英宗遺孀開始守寡生活，不需要殉葬。成化三年八月初四日（1467年9月2日），宮和妃薨逝，終年三十八歲，明憲宗朱見深賜二字謚號「恭安」，稱宮氏為恭安和妃。